# Le Miroir déformant
Pour l’article homonyme, voir Miroir déformant.
Le Miroir déformant (en russe : Кривое зеркало) est une brève nouvelle fantastique d'Anton Tchekhov parue en 1883.

## Parution
Le Miroir déformant, sous-titré Conte de Noël, est initialement publié dans la revue russe Le Spectateur, no 2, du 5 janvier 1883 sous le pseudonyme d’Antocha Tchékhonté. 
Le texte, très court, est un peu dans la même veine que Le Miroir, parue en 1885.

## Résumé
Accompagné de son épouse, le narrateur revient dans la demeure familiale, qui n’est plus habitée depuis des années. À l'extérieur, le vent hurle ; il pleut. À l'intérieur, les souris détalent devant la lumière. Le décor est plutôt sinistre. Sur les murs humides, les portraits de ses ancêtres semblent les contempler sévèrement. Le narrateur remarque alors un miroir dont son arrière-grand-mère - pourtant fort laide - ne se séparait jamais : elle l'avait payé une somme considérable et exigea qu'on le mît dans son cercueil. Un vœu qui n'avait pu être exaucé vu la taille de l'objet... D'après la légende, il y aurait un démon caché dans le miroir, rapporte le narrateur sans y croire. Mais quand sa femme passe devant, elle blêmit, pousse un cri et tombe inanimée. À son réveil, le lendemain soir, elle est en proie à une agitation fébrile. Elle reste une semaine sans manger, boire ou dormir et réclame le miroir en sanglotant. Quand elle l'obtient, elle se calme aussitôt et se réjouit...
Plus de dix ans ont passé, sa femme est devant le miroir qu’elle ne quitte jamais des yeux. Le narrateur découvre « le terrible secret » quand il aperçoit le reflet resplendissant de charme de son épouse dans le miroir alors que celle-ci est plutôt laide. Ils sont désormais tous deux devant le miroir et ne le quittent plus des yeux.

« Et maintenant, ma femme et moi, nous passons tous deux nos journées devant le miroir sans le quitter des yeux un seul instant : mon nez mange ma joue gauche, mon menton coupé en deux est tordu, mais le visage de ma femme est ensorceleur ; et une passion folle, sauvage m'envahit.
J'éclate d'un rire inhumain, et ma femme, d'une voix à peine perceptible, murmure : 
« Comme je suis belle ! » »

— Anton Tchekhov, Le Miroir déformant.

## Édition française
- Anton Tchekhov (trad. Madeleine Durand et André Radiguet, révisé par Lily Denis), Œuvres, t. I : Théâtre. Récits (1882-1886), Paris, Gallimard, coll. « Bibliothèque de la Pléiade », 1981 (1re éd. 1967), 1510 p. (ISBN 978-2-07-010549-6), « Le Miroir déformant »

## Le schéma Narratif
- Miroir magique